# HMS A4
Pour les articles homonymes, voir A4.
Le HMS A4 est un sous-marin britannique de classe A, la première classe de sous-marins de conception britannique en service dans la Royal Navy. Comme tous les navires de sa classe, il a été construit par Vickers à Barrow-in-Furness.

## Engagements
Le 16 octobre 1905, le HMS A4 a subi un grave accident, qui n’a pas fait de victime, au cours d’une expérience de signalisation sous-marine au large de Spithead. 
Une cloche avait été mise à l’eau à partir d’un canot qui se trouvait à une certaine distance du sous-marin et qui servait de signal au sous-marin, qui était en train de s’immerger. Un drapeau fixé à une gaffe faisant saillie à travers un conduit de ventilation qui avait été laissé ouvert était utilisé pour indiquer que le signal avait été entendu. L’expérience avait été réalisée avec succès la veille, mais la mer était beaucoup plus agitée le 16 octobre et, par conséquent, le sous-marin est resté à l’intérieur du brise-lames.
On avait utilisé les mêmes réglages d’assiette que la veille, mais comme de l’eau douce s’écoulait dans le port, l’eau était moins dense et le sous-marin avait une moindre flottabilité que la veille. De l’eau de mer s’est engouffrée dans le conduit de ventilation, le sous-marin a pris une inclinaison de 40 degrés sur l’avant et a plongé à 90 pieds (27 m), se  remplissant partiellement de chlore gazeux lorsque l’eau de mer est entrée en contact avec l’acide sulfurique des batteries.
L’équipage a réussi à chasser aux ballasts pour faire remonter le navire à la surface et l’évacuer en montant sur le pont, mais il y a eu une explosion pendant qu’on le remorquait vers le port et il a lentement coulé. Le navire a été récupéré et réparé. Le capitaine du sous-marin à cette époque, le lieutenant Martin Nasmith, reçut plus tard la Croix de Victoria pour avoir commandé le HMS E11 pendant la campagne des Dardanelles en 1915.
Pendant la Première Guerre mondiale, le HMS A4 est utilisé pour l’entraînement à Portsmouth. Il est vendu à la ferraille le 16 janvier 1920.